# Pritt
‌
Pritt est une marque allemande de colle et d'adhésif. Elle appartient au groupe Henkel.
L'entreprise est basée à Düsseldorf.
Elle a inventé la première colle en bâton en 1967 par le docteur Wolfgang Dierichs et l'entreprise a ensuite été créée deux ans plus tard.
En 2011, la Station spatiale internationale a certifié que ses produits étaient utilisables dans l'espace.[réf. nécessaire]